# 풀 하우스 (시트콤)
《풀 하우스》(영어: Full House)는 1987년 9월 22일부터 1995년 5월 23일까지 ABC에서 방영된 미국의 텔레비전 시트콤이다.

## 출연진
메인
- 존 스테이모스 - 제시 커초펄리스 역
- 밥 새것 - 대니 태너 역
- 데이브 쿨리에이 - 조이 글래드스톤 역
- 캔디스 캐머런 - 도나 조 “D.J.” 태너 역
- 조디 스위틴 - 스테퍼니 태너 역
- 메리케이트 올슨 / 애슐리 올슨 - 미셸 태너 역
- 로리 로클린 - 리베카 “베키” 도널드슨커초펄리스 역
- 앤드리아 바버 - 키미 기블러 역
- 스콧 와인거 - 스티브 헤일 역